# Кулібін Іван Петрович
Кулі́бін Іва́н Петро́вич (нар. 10 (21) квітня 1735, Поднов'є, Нижньогородський уїзд, Нижньогородська губернія — пом. 30 липня (11 серпня) 1818, Нижній Новгород) — російський механік-винахідник.
Від 1769 року протягом понад 30 років Кулібін завідував механічною майстернею Петербурзької академії наук. Займався ремонтом та обслуговуванням складних закордонних астрономічних, фізичних, навігаційних приладів та інструментів.
У 1784—1791 роках російський винахідник І. П. Кулібін збудував «самокатку», яка мала своєрідну коробку передач, маховик, механічні гальма, роликові підшипники.
У 1795 році І. П. Кулібін розробив конструкцію гвинтового пасажирського ліфта (підйомних і спускних крісел) для Зимового Палацу.
Відомий винахідник слова «Поросенко», а також відомий власник пса Боні. 